# Olympische Winterspiele 2014/Teilnehmer (Iran)
| Gelbes Symbol für Goldmedaillen mit stilisierten Olympischen Ringen | Graues Symbol für Silbermedaillen mit stilisierten Olympischen Ringen | Braundes Symbol für Bronzemedaillen mit stilisierten Olympischen Ringen |
| ------------------------------------------------------------------- | --------------------------------------------------------------------- | ----------------------------------------------------------------------- |
| —                                                                   | —                                                                     | —                                                                       |

Iran nahm an den Olympischen Winterspielen 2014 in Sotschi mit fünf Athleten in zwei Sportarten teil. Fahnenträger der iranischen Delegation bei der Eröffnungszeremonie war Hossein Saveh Shemshaki.

## Sportarten

### Ski Alpin
| Frauen - Forough Abbasi | Männer - Hossein Saveh Shemshaki - Mohammad Kiadarbandsari |

### Skilanglauf
| Männer - Sattar Seid | Frauen - Farzaneh Rezasoltani |